# Alfred Liyolo
Alfred Liyolo, né le 30 mai 1943 à Bolobo au Congo et mort le 1er avril 2019 à Vienne en Autriche, est un sculpteur congolais.

## Biographie
Alfred Liyolo, sculpteur et plasticien, est un monument vivant de la culture congolaise tant au pays qu'à l'étranger. Maître Liyolo se distingue par sa quête continue de l'excellence dans son domaine. Petit-fils d'un tailleur d'ivoire, Alfred Liyolo est né en 1943 en République Démocratique du Congo (RDC); l'art c'est sa passion depuis l'enfance. Cette passion le pousse à quitter le pays en 1963 pour aller parfaire, à l’académie des Beaux Arts de Vienne, en Autriche, une formation commencée 5 ans plus tôt (1958) à l'Académie des Beaux-Arts de Kinshasa. Là, il obtiendra le Magister Artium, maîtrise en sculpture monumentale et le prix du meilleur étudiant.
Malgré une carrière en Autriche qui se pressentait prometteuse, Liyolo décide de rentrer au pays en 1968, poussé par son fort patriotisme et sa ferme conviction que passer son savoir est important pour la jeunesse. Il passera sa vie à former les artistes et a les accueillir dans ses propres ateliers du Mont Ngafula.
En tant que Directeur Général de l’Académie des beaux-arts de Kinshasa, il conduit cette institution vers la modernisation avant que cela ne fut interrompu par des troubles politiques qui ont déstabilisé la République Démocratique du Congo. Il est également le seul artiste africain à avoir été reçu par l’Empereur du Japon. Il a exposé dans le monde entier, de la Suisse à la Chine, du Sénégal à l’Afrique du Sud et a participé à de nombreuses Biennales artistiques et Expositions internationales, ainsi qu'à des séminaires dans le cadre de l’enseignement artistique, touristique et environnemental.
Il est l'auteur d'innombrables œuvres monumentales a travers la République Démocratique du Congo.
La Fondation Liyolo a été créée pour préserver son patrimoine artistique et culturel ainsi que promouvoir les nouveaux artistes. Bientôt un Centre Culturel abritant le Musée Liyolo sera érigé dans son domaine du Mont Ngafula, à Kinshasa, RDC. Cependant, des visites guidées des Ateliers Liyolo Bronze Passion sont possibles, sur rendez-vous.

### Carrière
Pour un « Noir » dans le contexte de l’époque, il fallait se distinguer par le savoir-faire et avoir un air artistique.
Et ça, Alfred Liyolo a su le faire. Sur place, il participe à quelques expositions et laisse des chefs-d’œuvre dans les grandes places de Vienne en participant à de nombreux projets de restauration de monuments ainsi qu'à différents symposiums.
Mais, Maître Liyolo a un souci, celui de servir son pays.
En 1970, il regagne son pays natal. Et c'est comme Professeur à l'Académie des Beaux-Arts qu'Alfred Liyolo partage son expérience. En 1982, il est nommé Directeur Général de cette prestigieuse École d'art de Kinshasa. Neuf ans plus tard, un incident malheureux survient : ses ateliers et sa résidence sont totalement mis à sac lors des pillages qui ont lieu dans le pays. Déçu, il quitte le pays avec sa famille pour s'installer à Vienne, dans la capitale autrichienne où il dispense des cours dans différentes écoles d'art et organise des expositions.
Conscient de l‘état de son pays, il décide de regagner Kinshasa, afin d'apporter sa pierre à la reconstruction.
En juillet 2013, pour couronner sa carrière professorale remarquable tant sur le plan de l’enseignement que sur le plan de ses réalisations, il est nommé Professeur Émérite par décret ministériel.
Ambassadeur de la Culture congolaise. Les réalisations du Maître lui ont permis de parcourir les grandes villes du monde entier. Entre 1973 et 2002, Alfred Liyolo expose dans les galeries les plus prestigieuses et les plus connues du monde, dont Paris (Louvre), Nice, Tokyo, Séville (exposition universelle de 1992), New York (Art expo 93), Vienne, Lisbonne (Exposition Universelle 1998), Pékin, Bruxelles (2002), Dakar (Sénégal). Son dernier exploit en date est la livraison du monument de «Lumumba» de 4,50 m de haut au jardin de la primature à Kinshasa.
En admirant les œuvres de Maître Liyolo, on entre dans une profonde méditation. Liyolo est un inspirateur ; il transforme le bronze en réalité vivante. Son originalité réside dans le caractère à la fois traditionnel et contemporain de son art, réunissant plusieurs sculptures au style pur et effilé, dont certaines en grand format. Il fait corps avec le bronze et son amour pour cette matière transparaît à travers ses œuvres.

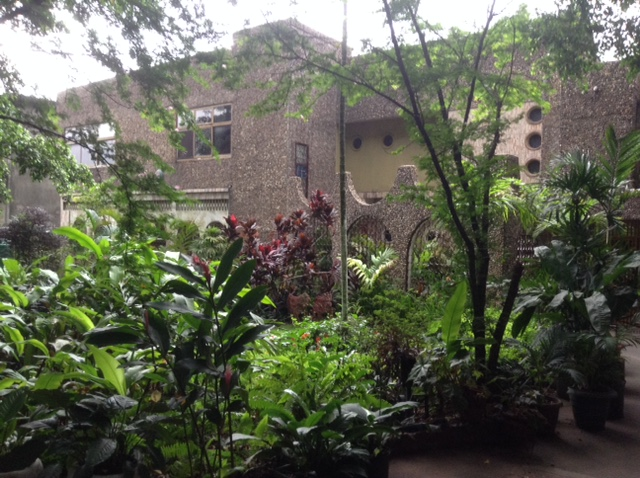
Domaine Liyolo, Mont Ngafula, Kinshasa

## Œuvres à Kinshasa et à Lualaba
Certaines de ses œuvres occupent plusieurs espaces publics, comme la place de la Victoire ou le monument en hommage aux Mamans Maraîchères, au croisement avenue Kimwenza et By Pass à Kinshasa (Ngaba).  Des œuvres récentes peuvent être vu dans le Jardin de la Primature à Kinshasa. En effet, il a réalisé tous les bustes des Commissaires Généraux depuis la colonisation ainsi que les bustes de tous les premiers ministres que la RDC a comptés depuis l’indépendance. Seuls les 2 derniers bustes des 2 derniers premiers ministres ne sont pas de lui. Une de ses dernière œuvre monumentale en date à la Place Victoire[Quoi ?]. Plus récemment, Il a également réalisé les bustes qui se trouvent sur la Place de l’Indépendance à Lualaba.